# Koperi egyházmegye
A Koperi egyházmegye (latinul: Dioecesis Iustinopolitana; szlovénül: Škofija Koper) egy római katolikus egyházmegye Délnyugat-Szlovéniában. A Ljubljanai főegyházmegye szuffragán egyházmegyéje. A székesegyházát Nagyboldogasszonynak ajánlották, és az Adriai-tenger kikötővárosában, Koperben található. A Krisztus a Megváltó templom, az egyházmegye társ-székesegyháza Nova Goricában található, ezt a státuszát 2004-ben nyerte el. Az egyházmegye latin neve, a Dioecesis Iustinopolitana, annak a ténynek köszönhető, hogy a város neve a múltban Justinopolis volt a bizánci uralkodó, II. Iusztinianosz bizánci császár tiszteletére.

## Története
1977. október 17-én alapították Trieszt-Koperi egyházmegye, (Olaszország/Jugoszlávia) szétválasztásával.

## Különleges templomok
- Kisbazilikák:
  - A Szent-hegyi Szűz Mennybemenetele Bazilika, Solkan (Sveta Gora)

## Püspökök
- - Janez Jenko (1977. október 17. – 1987. április 15.)
  - Metod Pirih (1987. április 16. – 2012. április 23.)
  - Jurij Bizjak (2012. június 23. óta)

## Szomszédos egyházmegyék
- Trieszti egyházmegye (északnyugat)
- Goriziai főegyházmegye (északnyugat)
- Udinei főegyházmegye (észak)
- Ljubljanai főegyházmegye (északkelet)
- Poreč-Pólai egyházmegye (dél)

## Fordítás
Ez a szócikk részben vagy egészben  a   Roman Catholic Diocese of Koper című angol Wikipédia-szócikk fordításán alapul.  Az eredeti cikk szerkesztőit annak laptörténete sorolja fel. Ez a jelzés csupán a megfogalmazás eredetét és a szerzői jogokat jelzi, nem szolgál a cikkben szereplő információk forrásmegjelöléseként.